# Idrohonessite
L'idrohonessite (simbolo IMA: Hhon) è un minerale del supergruppo dell'idrotalcite, oltre che del gruppo della glaucocerinite, appartenente alla famiglia dei "solfati, molibdati, cromati e tungstati" con composizione chimica (Ni1-xFe3+x)(OH)2(SO4)x/2 • n(H2O)(x > 0.5, n > 3x/2)
Il minerale è l'analogo del ferro trivalente (Fe3+) della carrboydite.

## Etimologia e storia
Deve il suo nome al fatto che è correlato all'honessite, di cui costituisce una forma idrata.

## Classificazione
L'idrohonessite è elencata nella nona edizione della sistematica dei minerali di Strunz nella classe "7. Solfati (selenati, tellurati, cromati, molibdati, tungstati)" e da lì nella sottoclasse "7.D Solfati (selenati, ecc.) con anioni aggiuntivi, con H2O"; questa è ulteriormente suddivisa in base alla grandezza dei cationi coinvolti, in modo che il minerale possa essere trovato nella sezione "7.DD Con soltanto cationi di media dimensione; strati di ottaedri che condividono uno spigolo", dove forma il sistema nº 7.DD.35 insieme a carrboydite, honessite, motukoreaite, nikischerite, shigaite, zincowoodwardite, glaucocerinite, woodwardite, idrowoodwardite, mountkeithite, natroglaucocerinite, wermlandite e zincaluminite.
Tale classificazione è mantenuta anche nell'edizione successiva, continuata dal database "mindat.org" e chiamata anche Classificazione Strunz-mindat".
Nella Sistematica dei lapis (Lapis-Systematik) di Stefan Weiß l'idrohonessite è classificata nei "solfati, cromati, molibdati e tungstati" e da lì nei "solfati idrati, con anioni estranei", dove si trova nella sezione "con cationi di medie dimensioni", dove forma il sistema nº VI/D.09 insieme a honessite e mountkeithite.
Nella classificazione dei minerali secondo Dana, usata principalmente nel mondo anglosassone, l'idrohonessite viene elencata nella classe dei "solfati, cromati e molibdati" e da lì nella sottoclasse "vari solfati idrati con idrossile o alogeno" dove è l'unico membro del sistema nº 31.10.07.

## Abito cristallino
L'idrohonessite cristallizza nel sistema esagonale con gruppo spaziale sconosciuto; i suoi parametri reticolari sono a = 3,09 Å e c = 10,8 Å, oltre a 0,15 (cioè 3/20) unità di formula per cella unitaria.

## Origine e giacitura
L'idrohonessite è stata trovata in fratture nelle porzioni ossidate dei depositi di solfuro di nichel-ferro (nelle miniere di "Otter Shoot" e di "Carr Boyd", in Australia) oppure nelle rocce di tipo cromitite (isola di Unst, in Scozia e a Linden, nel Wisconsin).
A seconda dei siti di ritrovamento, si trova il minerale associato a honessite, reevesite, magnesite, gaspéite, pecoraite, goethite e gesso (presso miniere di "Otter Shoot" e di "Carr Boyd"), oppure associato a honessite, reevesite, theophrastite (isola di Unst), oppure ancora a wupatkiite, nickelboussingaultite e pickeringite (a Cameron district, in Arizona).
L'idrohonessite è un minerale piuttosto raro ed è stato trovato in pochi siti.
In Italia a Berceto (Emilia Romagna); nella Val Varenna (Liguria); presso il Rio Ardenza (Toscana).
Altri siti nel mondo sono: la municipalità di Waratah-Wynyard, a Kambalda, Widgiemooltha e nella contea di Menzies (Australia); nel distretto minerario di Laurio (Grecia); a Toba (Giappone); nell'Oblast' di Kemerovo (Russia); a Priorat (Catalogna, Spagna); a Inveraray e sull'isola di Unst (Scozia); nella contee di Coconino e di Lincoln (Stati Uniti).